# Guster

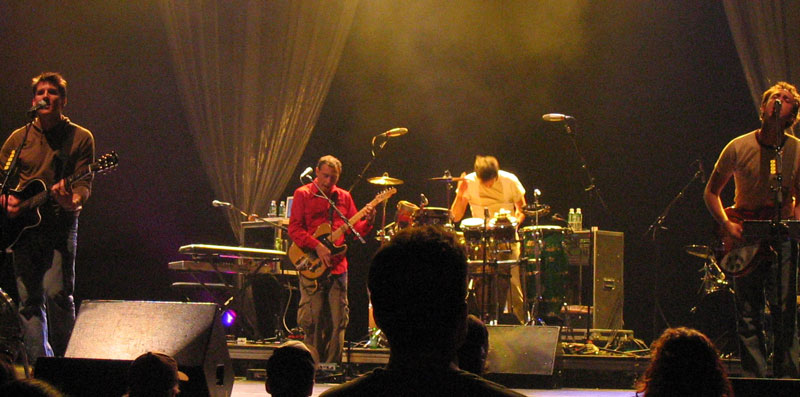
Guster bei einem Konzert im Juli 2004 in Frankreich

Guster ist eine Rockband, welche ursprünglich in Boston, Massachusetts (Vereinigte Staaten) von den Mitgliedern Ryan Miller (Gitarre, Gesang), Adam Gardner (Gitarre, Gesang) und Brian Rosenworcel (Schlagzeug) gegründet wurde.

## Bandgeschichte
Die Band-Mitglieder lernten sich während ihres ersten Semesters an der Tufts University 1991 kennen. Ein Jahr später, nachdem ein paar wenige Lieder geschrieben waren, nannte sich die Band "Gus" und buchte ihren ersten Auftritt. Sie nahmen 1994 ihr erstes Album Parachute in Eigenregie auf, während sie noch auf das College gingen. Kurz nach dem Erscheinen des Albums unterschrieb ein anderer Artist unter dem Namen Gus einen Plattenvertrag mit einem Major-Label, weshalb die Band sich in Guster umbenannte. 1996 nahm die Band ihr zweites Album Goldfly erneut in Eigenregie auf, welches Anfang des darauffolgenden Jahres erschien. 1998 unterschrieben sie einen Plattenvertrag bei dem Label Sire Records und wiederveröffentlichten Goldfly. Ein Jahr später veröffentlichten Guster das Album Lost and Gone Forever, welches von Steve Lillywhite produziert wurde.
Mit dem Label im Rücken schafften sie es, in Late-Night-Shows wie David Letterman aufzutreten. Zudem veröffentlichen sie ihr erstes Video Fa Fa aus dem Album Lost and Gone Forever. Die Band veröffentlichte ihr viertes Album Keep It Together im Jahr 2003 mit Amsterdam, der ersten Single, welche regelmäßig im Radio lief. 2004 folgte dann das erste Live-Album Guster on Ice mit Aufnahmen von den Auftritten in Portland, Maine im Dezember 2003.
Guster werden des Öfteren in den letzten beiden Jahren anhand der Wahl ihrer Instrumente charakterisiert: Zwei Mitglieder spielen akustische Gitarre und eines Schlagzeug. Die Besonderheit besteht darin, dass Brian Rosenworcel, der Schlagzeuger der Band, zur Gestaltung der Songs nur Percussion verwendet und diese mit seinen blanken Händen spielt. Seit Ganging Up on the Sun spielt Rosenworcel Percussion sowie nun das klassische Schlagzeug, welches mit Stöcken gespielt wird.

## Diskografie

### Alben
- 1994: Parachute
- 1997: Goldfly
- 1999: Lost and Gone Forever
- 2003: Live in Knoxville (Live vom 4. September 2003)
- 2003: Live in Allston, MA (Live vom 2. November 2003)
- 2003: Live in Sayreville, NJ (Live vom 13. Dezember 2003)
- 2003: Keep It Together
- 2004: Live at Bonnaroo Music Festival (Live vom 13. Juni 2004)
- 2004: Guster on Ice
- 2005: Come Downstairs and Say Hello (EP)
- 2006: Ganging Up on the Sun
- 2007: Satellite (EP)
- 2010: Easy Wonderful
- 2011: On the Ocean (EP)
- 2015: Evermotion
- 2019: Look Alive

### Singles
- 2005: Manifest Destiny/Sorority Tears
- 2007: Satellite (US: Gold)[2]